# Semanga superba
Semanga superba är en fjärilsart som beskrevs av Druce 1873. Semanga superba ingår i släktet Semanga och familjen juvelvingar. Inga underarter finns listade i Catalogue of Life.